# Reguliersdwarsstraat
De Reguliersdwarsstraat ist eine Straße in Amsterdam. Sie verläuft über fast einen halben Kilometer vom Koningsplein zum Rembrandtplein und ist eine der bekanntesten Ausgehmeilen der Hauptstadt mit viel Gastronomie und Geschäften. Sie ist seit den 1980er Jahren einer der Schwerpunkte der LGBTQ-Szene.

## Geschichte
Die Reguliersdwarsstraat wurde im Zuge der Stadterweiterung von 1586 angelegt. Damals folgte diese Straße dem Verlauf der neuen Stadtmauer (als Erdwall ausgeführt) und wurde daher zunächst nur auf der Nordseite bebaut.
Für eine spätere Stadterweiterung wurde die alte Stadtmauer um 1662 eingeebnet. Der alte Stadtkanal wurde begradigt und in die Herengracht umgewandelt. Hinter der Reguliersdwarsstraat wurden mit der Zeit sehr luxuriöse Anwesen errichtet, was diesem Teil der Herengracht den Spitznamen „Gouden Bocht“ (etwa: „Goldene Biegung“) einbrachte. Diese palastartigen Grachtenhäuser waren mit dazugehörigen Kutschenhäusern in der dahinter liegenden Reguliersdwarsstraat verbunden. Zu Ende des 19. Jahrhunderts wechselten die Remisen ihre ursprüngliche Funktion und wurden nun zunehmend als Autogaragen genutzt. Es gab nun auch kleine Geschäfte und Cafés in der Straße.
Die Straße wurde nach dem Reguliersklooster benannt, was von 1394 bis 1532 bestand. Das Kloster befand sich auf der Höhe der später gegrabenen Keizersgracht und außerhalb der damaligen Stadttors Regulierspoort. Der zweite Namensbestandteil bedeutet Querstraße. Die Reguliersdwarsstraat wird in ihrer Mitte von der Vijzelstraat durchschnitten, wo die Einmündung in den westlichen Teil der Reguliersdwarsstraat durch das, 1928 im Stil der Amsterdamer Schule errichtete siebenstöckige Luxushotel Carlton (heute als „NH Collection Amsterdam Flower Market“ der NH Hotel Group zugehörig) verläuft.

## Entwicklung zum LGBTQ-Viertel
Ab den 1970er Jahren kamen immer mehr Geschäfte und Lokale dazu und die Reguliersdwarsstraat wurde zu einer gastronomischen Ausgehmeile, welche auch gehobene Spitzenküche zeitigt. So das Restaurant Adrian (ein Michelinstern von 1967 bis 1970) und das Restaurant Sichuan Food (Michelinstern von 1993 bis 2005).
Die Reguliersdwarsstraat ist heute vor allem für ihre, überwiegend auf homosexuelles Publikum ausgerichteten, Vergnügungslokale und Geschäfte bekannt. Die größten und bekanntesten davon sind die Cafés Soho und Taboo sowie der Club NYX. Diese befinden sich im westlichen Teil der Straße, wo sich auch Geschäfte und Friseure überwiegend an ein schwules Publikum wenden. Im östlichen Teil der Straße, zwischen Vijzelstraat und Rembrandtplein, gibt es zwei weitere kleinere Schwulencafés, von denen sich eines speziell an ein lateinamerikanisches Publikum richtet. Im Sommer 2014 eröffnete hier auch die erste Bar für Transgender-Publikum, die sich aber nicht lange halten konnte.
Seit den 1980er Jahren wird hier der Koningsdag mit einem großen Straßenfest gefeiert. Zunächst noch im westlichen Teil der Straße, dann auch im Bereich des Rembrandtplein. Dazu kamen ab 1996 die Straßenfeste anlässlich der Amsterdam Gay Pride. Im Dezember 2008, 2009 und 2011 gab es im westlichen Teil der Straße einen „Roze Kerstmarkt“, einen „rosa“ Weihnachtsmarkt, der vom Bezug zur LGBTQ-Bewegung gekennzeichnet war.

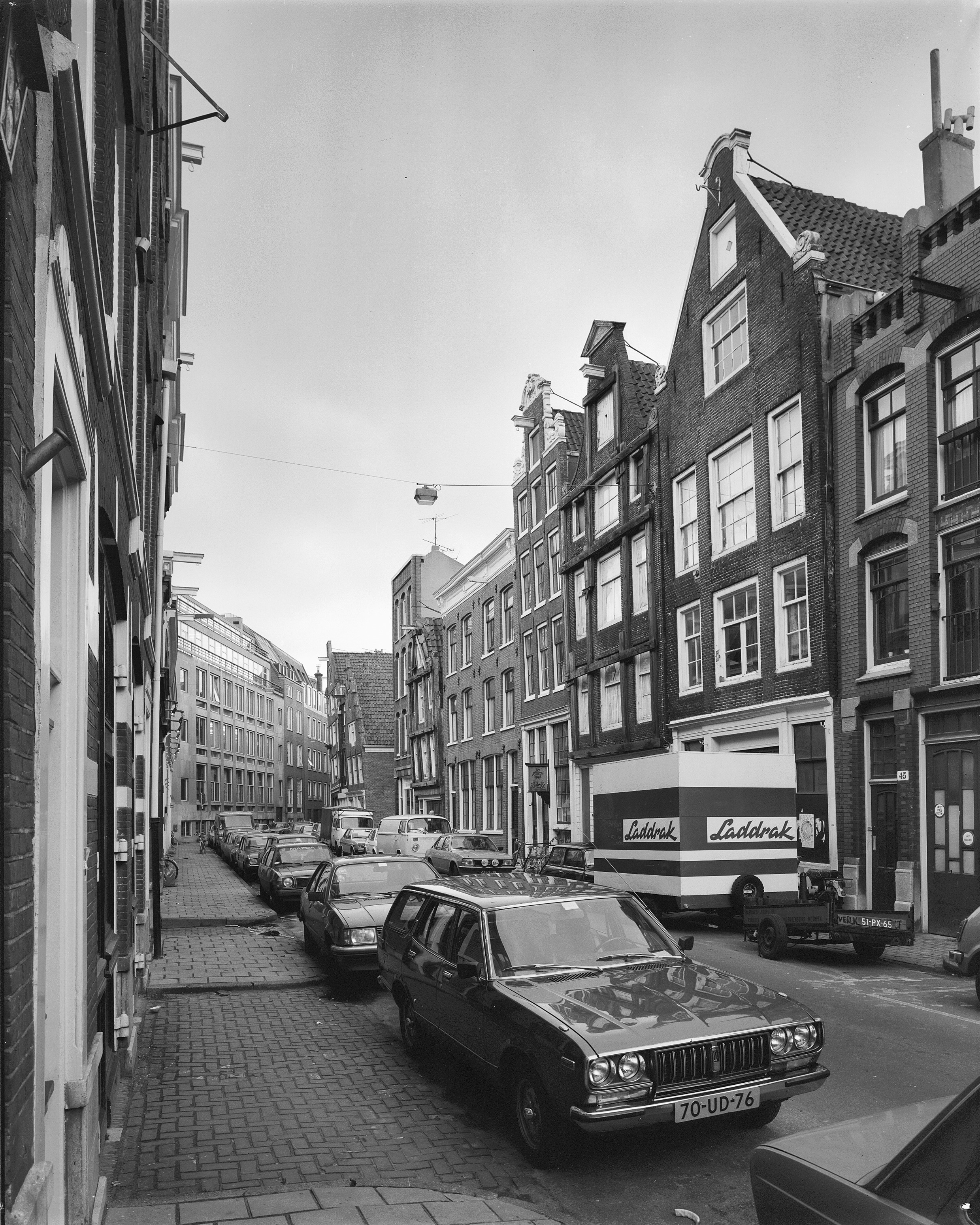
Die westliche Reguliersdwarsstraat 1980, kurz vor der Eröffnung zahlreicher Vergnügungslokale

## Blütezeit der LGBTQ-Gastroszene
Das erste Schwulencafé der Straße trug den Namen „MacDonald“ (1963–1982, nicht zu verwechseln mit der fast gleichnamigen Fastfoodkette). Der „Lunchroom Downtown“, ein noch heute bestehendes Bistro, das 1970 im ältesten noch existierenden Gebäude der Reguliersdwarsstraat (Nr. 31) eröffnet wurde, war das erste öffentlich zugängliche schwule Lokal in Amsterdam (in den 1980er Jahren erfolgreich unter dem Namen „Cafè April“ betrieben). Von hier aus begann zu Anfang der 1980er Jahre auch die Blütezeit der Reguliersdwarsstraat, die wesentlich zum Status Amsterdams als „Europas schwule Hauptstadt“ beitrug.
Weitere frühere, aber nicht mehr existierende Lokale waren die Schwulendiskothek „De Viking“ (1976–1987) in der Hausnummer 17–19, zwei Jahre später folgte im selben Gebäude das Danscafé Havana. Von 1982 bis 1996 befand sich in der Hausnummer 36 die bekannte (Hetero-)Diskothek „36 op de schaal van Richter“ („36 auf der Richterskala“), von der aus von 1983 bis 1988 die Talkshow RUR (Rechtstreeks Uit Richter) ausgestrahlt wurde und in der 1994 die erste Fetischparty namens „Wasteland“ stattfand. Zu den kleineren Cafés, die nicht mehr existieren, gehören „Place Pigalle“, „Oblomow“, „Men’s Ruin“, die „M-Bar“ und „Blitz“.
Ab 2003 wurden die großen schwulen Läden im westlichen Teil der Straße nach und nach vom Groninger Gastgewerbemagnaten Sjoerd Kooistra (selbst homosexuell) übernommen (der u. a. die Gastrokette „Drie Gezusters“ betrieb). So gehörten ihm schließlich alle sechs großen LGBTQ-orientierten Läden in diesem Teil der Reguliersdwarsstraat. Der umtriebige Geschäftsmann mit 87 Gastronomiebetrieben in ganz Niederlande geriet mit seinem Imperium in finanzielle Schieflagen, litt unter behördlichen Auflagen und einer üppigen Forderung der Bierbrauerei Heineken, in dessen Folge Kooistra im Juni 2010 Selbstmord beging. Zeitgleich mit dem Zusammenbruch seines Catering-Imperiums wurden in der Reguliersdwarsstraat nacheinander die Schwulendiskothek Club Exit, das Café April, die Bar ARC und der Pub Soho geschlossen, was einen schweren Schlag für das schwule Nachtleben in Amsterdam bedeutete.

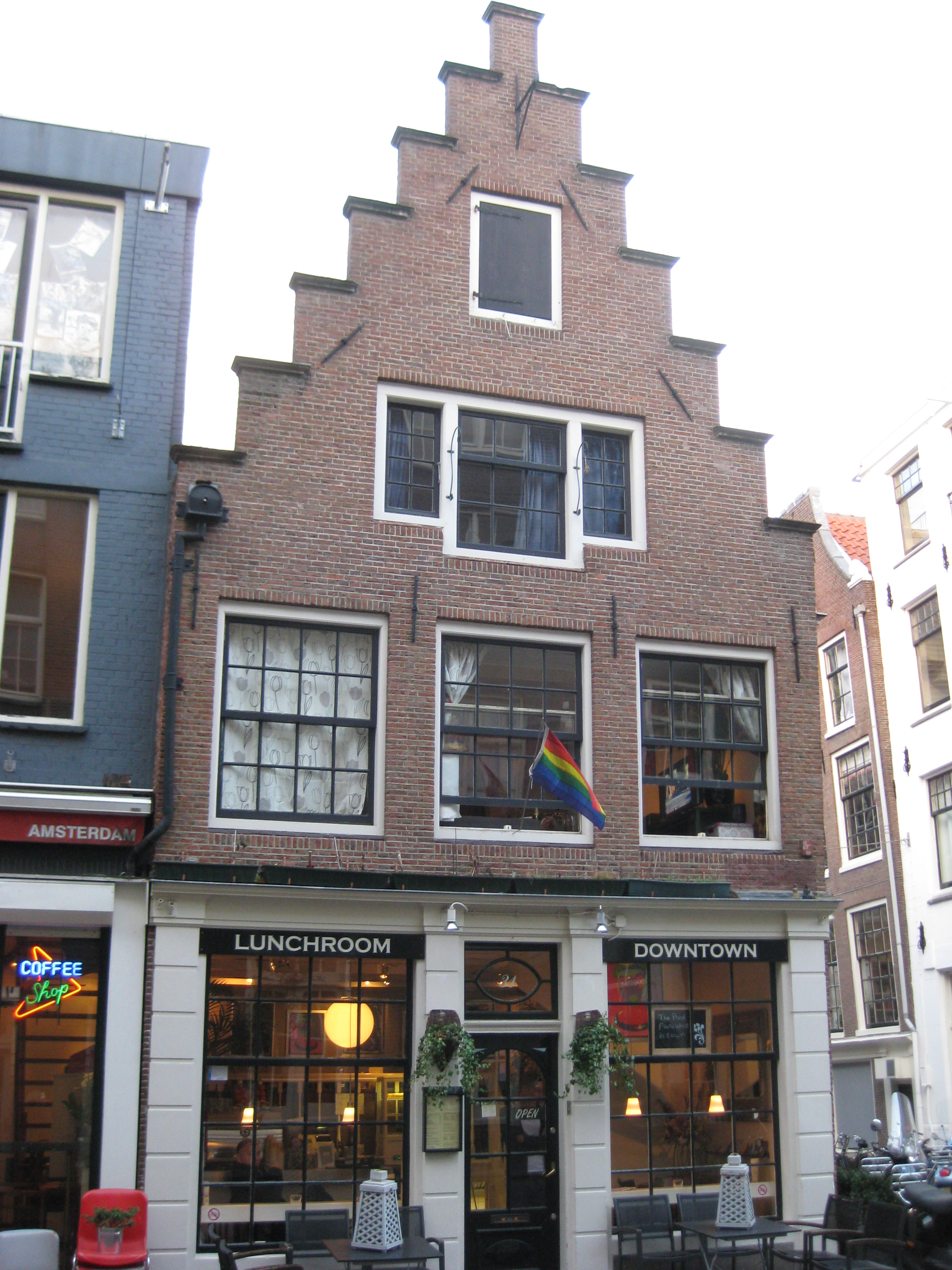
Nr. 31: Lunchroom Downtown, das erste öffentlich zugängliche Schwulenlokal in dem ältesten Haus der Straße (von 1642)
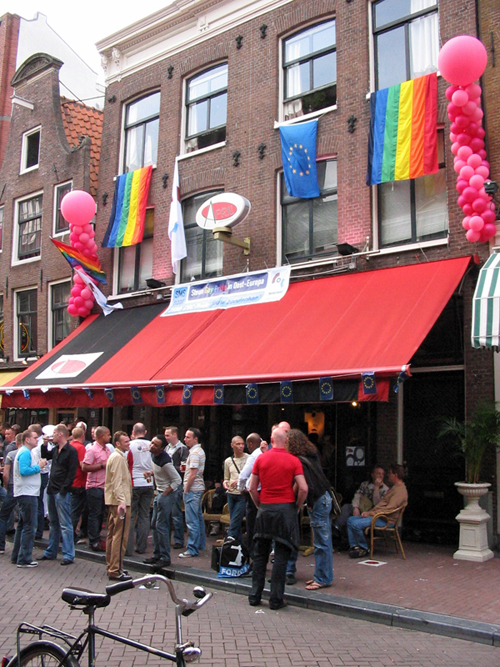
Nr. 37: das namhafte Gaylokal Café April, während der Pride Amsterdam 2007
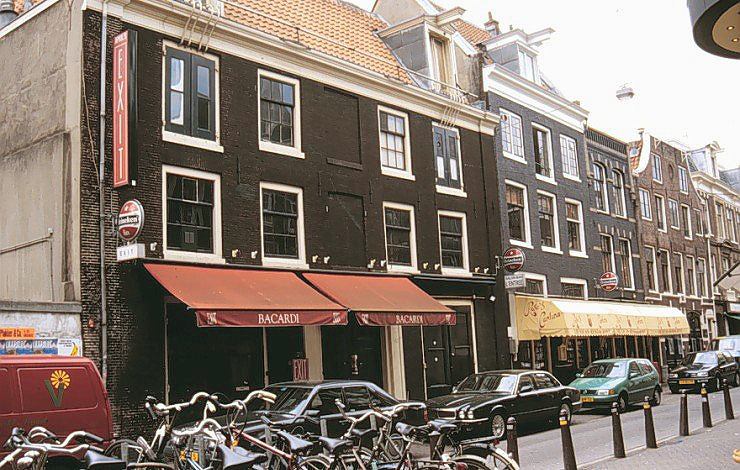
Nr. 42: zuvor Kutscherhaus und von 1988–2010 Homosexuellendiskothek „Club Exit“, Aufnahme aus den 1990er Jahren
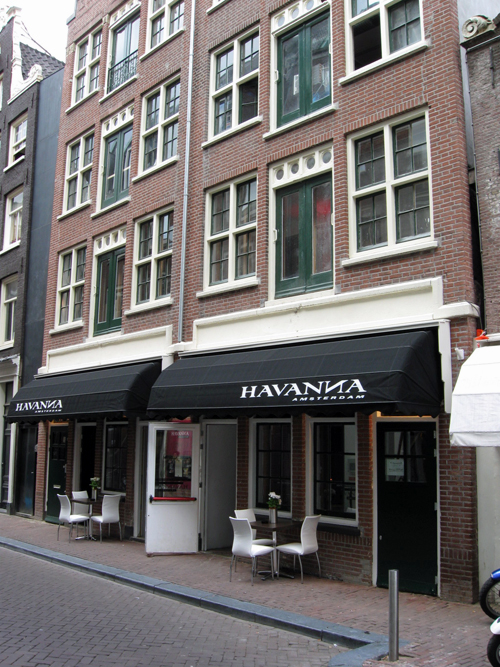
Nr. 17–19: das ehemalige Danscafé Havana, hier nach der Wiedereröffnung 2008
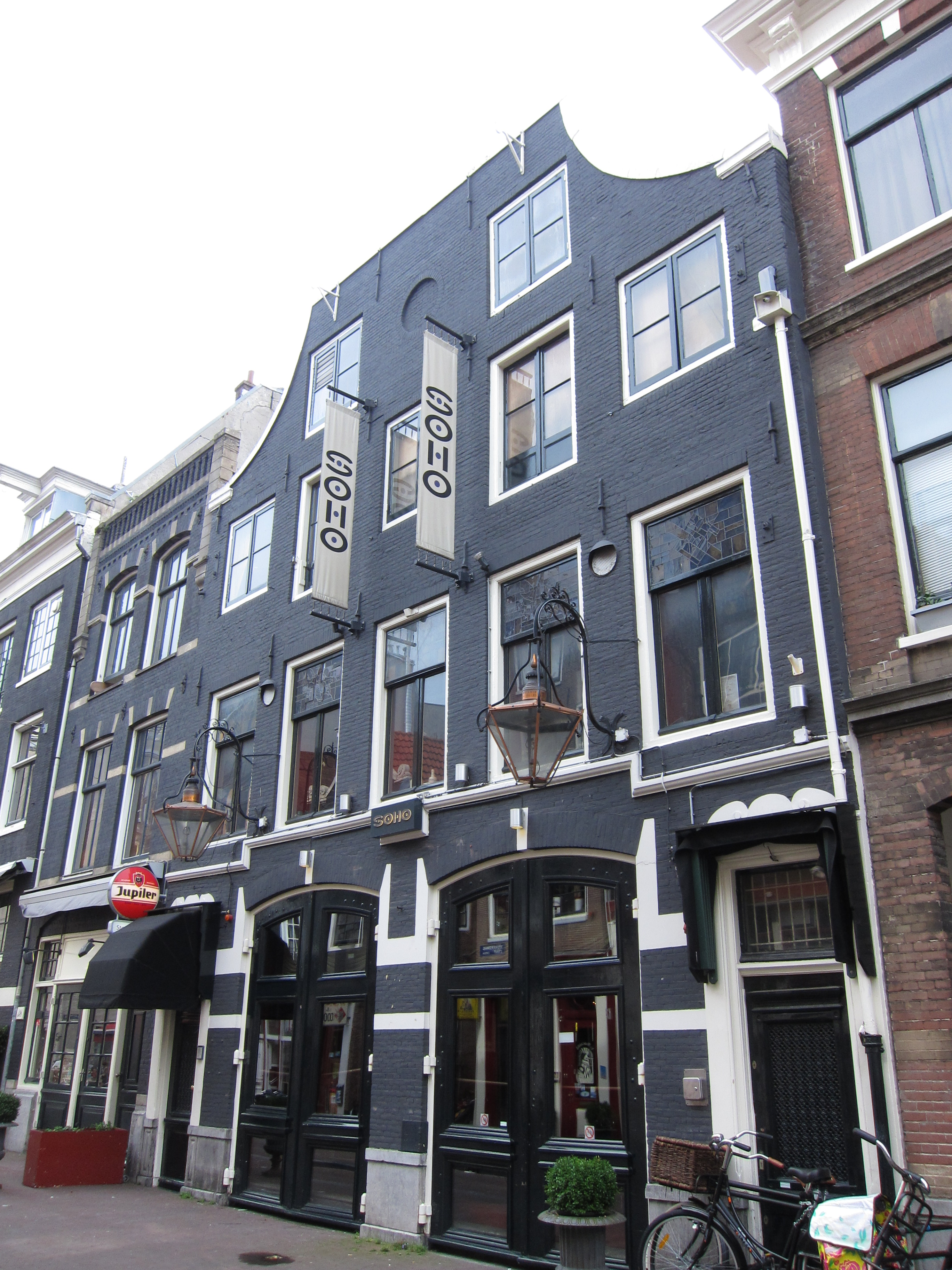
Nr. 36: Gay Pub „Soho“, eröffnet 1999

## Neubelebung und Neupositionierung
Im Verlauf des Jahres 2011 wurden die Gay-Bars von neuen Betreibern übernommen und nach und nach, teilweise unter neuem Namen, wiedereröffnet. Das Soho und das Havanna behielten ihre alten Namen, ARC wurde in EVE umbenannt und das berühmte Schwulencafé April wurde in Ludwig II umbenannt. Die Wiedereröffnung der drei letztgenannten Geschäfte fand am 21. Juli 2011 im Rahmen eines großen Straßenfestes statt, zu dem auch Bürgermeister Eberhard van der Laan und Stadträtin Carolien Gehrels in die Reguliersdwarsstraat kamen.
Im Jahr 2015 wurde für den westlichen Teil der Reguliersdwarsstraat eine sogenannte „Bedrijveninvesteringszone“, (etwa Business Investment Zone, kurz BIZ) eingerichtet. In einem BIZ investieren die Unternehmer gemeinsam in die Qualität ihres Geschäftsumfelds, indem sie einen finanziellen Beitrag leisten. Das BIZ Reguliersdwarsstraat hat 2016 das Konzept „Secret Village“ ins Leben gerufen, das die Straße als aufgeschlossenes und tolerantes Einkaufs- und Unterhaltungsviertel mit internationaler Ausstrahlung positionieren soll. Der Name „Secret Village“ bezieht sich auf die versteckten Grachtengärten aus dem 18. Jahrhundert hinter einigen Restaurants auf der Südseite und auch auf eine grünere Gestaltung, die der Straße den Charakter eines „geheimen Dorfes“ in der Stadt verleihen soll.

## Verkehr
Von 1913 bis 2000 verlief ein einziges Straßenbahngleis durch den östlichen Teil der Reguliersdwarsstraat. Dieses wurde zwischen 1913 und 1918 von der Linie 16 und von 1932 bis 1944 von den Verstärkungslinien 24R und 25R genutzt. Danach wurde die Strecke nur noch für Verkürzungen und Umleitungen genutzt. Eine Besonderheit war, dass die Straßenbahn in dieser Einbahnstraße gegen den übrigen Verkehr fuhr. Wenn eine Bahn durchfahren wollte, musste die Polizei zuerst den Gegenverkehr anhalten. Als 1985 die Gleise erneuert wurden, wurde die Fahrtrichtung jedoch gedreht und dem übrigen Verkehr gleichgestellt. Jedoch aufgrund von Falschparkern und Terrassen, die von den Gaststättenbetreibern unzulässigerweise auf dem Straßenbahngleis aufgestellt worden waren, konnte das Gleis nur unter erschwerten Umständen benutzt werden. Daher wurde im Jahr 2000 beschlossen die Gleisverbindung aufzugeben.
Heute ist die Straße, wie auch alle kleinen Nebengassen, nur für Fußgänger und Radfahrer (auch kleine motorisierte Zweiräder außerhalb der Wochenenden) zugänglich. Nur im westlichen Teil ist beschränkter Anliegerverkehr mit PKW möglich.
In der Straße befinden sich 35 Objekte, die als Rijksmonument geschützt sind.